# دزرت هات اسپرینگز (کالیفرنیا)
دزرت هات اسپرینگز (به انگلیسی: Desert Hot Springs) شهری در شهرستان ریورساید، کالیفرنیا ایالت کالیفرنیا است که در سرشماری سال ۲۰۱۰ میلادی، ۲۵۹۳۸ نفر جمعیت داشته است.